# El jove Toscanini
El jove Toscanini (títol original: Il giovane Toscanini) és una pel·lícula italiana dirigida per Franco Zeffirelli, estrenada l'any 1988. Ha estat doblada al català

## Argument
1886. El jove Arturo Toscanini, violoncel·lista de Parma, fa una audició a la Scala de Milà. Però el jurat no s'interessa gaire pel seu talent i el despatxa. Furiós, a Toscanini se li acosta un empresari testimoni de l'altercat, Claudio Rossi, que li proposa anar al Brasil amb la finalitat de participar en la primera local de l'òpera Aida. Pianista de formació, Toscanini coneix un immens repertori i acompanya els cantants de la tropa al piano. En el vaixell, després d'haver agafat fred en una tempesta, coneix Sor Margherita, que forma part d'una missió de religioses que van a l'Amèrica llatina.
Arribats a Rio, els músics de la tropa es sorprenen de la manca de competència del seu cap, el brasiler Leopoldo Miguez. Pel que fa a Toscanini, és encarregat de convèncer Nadina Boulicioff, soprano i amant de l'Emperador Dom Pedro II, de tornar a fer el paper del títol d'Aida, i que li havia fet una impressió indeleble en la seva vinguda a la Scala nombrosos anys abans. En principi tret brutalement de casa d'ella, va finalment a diversos assajos amb la finalitat de convèncer-la. Cosa que dona lloc a alguns atacs de còlera de Toscanini, exigent el màxim de la seva cantant. Mentrestant, torna a trobar-se amb Sor Margherita en la un dels barris pobres de la ciutat en una manifestació contra l'esclavatge, abans d'estar violentament reprimida per la policia. Amb la finalitat d'alegrar un poc el cor dels nens pobres a l'hospital gestionat per les germanes, Toscanini treu el seu violoncel i toca per ells.

## Repartiment
- C. Thomas Howell: Arturo Toscanini
- Elizabeth Taylor: Nadina Bulicioff
- Sophie Ward: Margherita
- Pat Heywood: Mare Allegri
- Nicolas Chagrin: Maestro Miguez
- Philippe Noiret: Dom Pedro II
- John Rhys-Davies: Claudio Rossi
- Leon Lissek: Superti
- Carlo Bergonzi: Bertini
- Gordon Warnecke: Paulo
- Franco Nero: Claudio Toscanini
- Martin Benson: Maestro Scala
- Valentina Cortese: (no surt ala crèdits)

## Al voltant de la pel·lícula
La pel·lícula ha estat rodada en tres països diferents, Itàlia, Portugal i Tunísia. Algunes seqüències de l'Òpera de Rio de Janeiro han estat rodades al Teatre Petruzzelli de Bari (Itàlia). La banda sonora ha estat gravada per l'orquestra d'aquest mateix teatre sota la direcció d'Eugene Kohn. Entre els papers dels cantants, Carlo Bergonzi (que fa el paper del tenor Bertini) va ser un tenor mundialment reconegut en els anys 1950-60, sobretot en el paper de Radamès (de l'òpera Aida de Giuseppe Verdi) que canta justament en la pel·lícula.
Algunes seqüències de la pel·lícula van ser rodades a Tunísia, gràcies a la col·laboració del productor tunisià Tarak Ben Ammar. Ell va permetre a George Lucas i Steven Spielberg trobar les decoracions naturals adequades per les seves pel·lícules respectives, la saga La Guerra de les Estrelles (Planeta Tatooine) i per A la recerca de l'arca perduda (1981)